# Verderberhaus

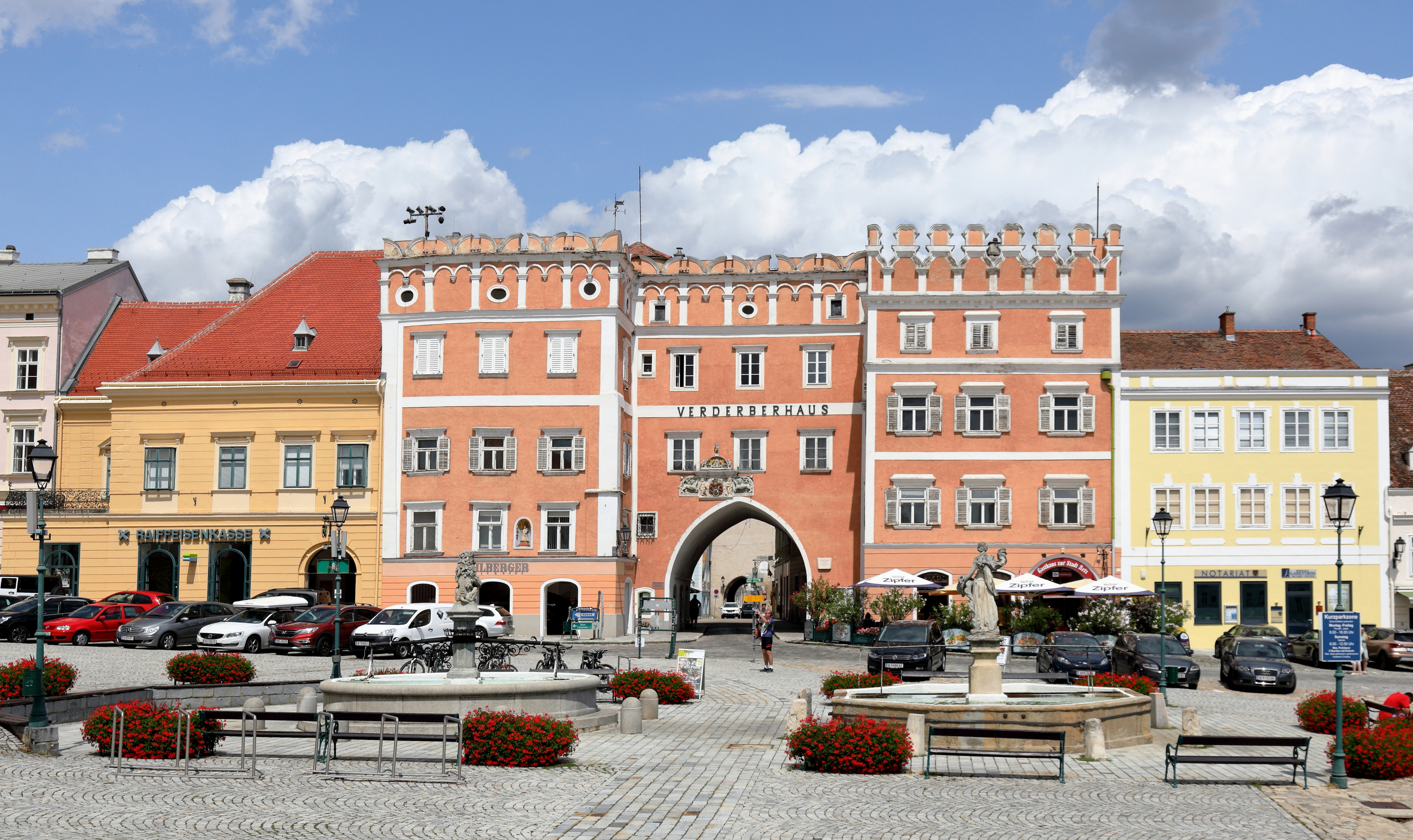
Verderberhaus

Das Verderberhaus ist ein mehrteiliger, zinnenbekrönter Gebäudekomplex mit den Hausnummern 2 und 34 am Hauptplatz der Stadt Retz in Niederösterreich. Es ist ein frühneuzeitliches Bürgerhaus mit einer Fassade im venezianischen Renaissancestil. Mit der verschiedenartigen Zinnenbekrönung wurde die unterschiedliche Höhe der gotischen Vorgängerbauten ausgeglichen.

## Geschichte
Das Gebäude in der jetzigen Form stammt aus dem 16. Jahrhundert. Ursprünglich handelte es sich um drei gotische Häuser, die zu einem frühneuzeitlichen Haus umgestaltet wurden. Das mittlere Gebäude war vor dem Umbau als „Gewelibhaus“ (1437) bezeichnet worden.
Heute trägt der mit Schwalbenschwanzzinnen bekrönte Bau die Hausnummern 2 und 34, deren Gebäude 1532 und 1577 urkundlich erwähnt sind. Der östliche Trakt war der letzte Teil, um das Verderber-Haus zu einer Einheit zu bringen. Dessen ursprüngliches Wiegendach war um einige Meter niedriger als jenes des benachbarten Vorgängerbaus. Daher ergab sich die Ergänzung mit den hochgezogenen Zinnen am Osttrakt.
Der Mitteltrakt weist über der Tordurchfahrt neben Ornamenten, Löwenfiguren und Wappen die Inschrift „Hanns Fierenz von Goerz, 1583“ auf. Das Wappen von Hanns Fierenz ist in Umschrift mit dessen Leitspruch versehen: „Alles mit der Zeit“. Fierenz war ein Rentmeister des Grafen Julius II. von Hardegg, von dem das Haus in die heutige Form eines Bürgerhauses „in venezianischem Stil“ gebracht wurde. In einer Figurennische des Hausteils Nr. 34 befindet sich eine Statue der Maria Immaculata, die in die Mitte des 18. Jahrhunderts datiert wird.

### Name
Benannt ist das Gebäude nach den „Verderberbrüdern“: Thomas Verderber (1792–1886) sowie Georg, Josef und Johann Verderber.  Die „Verderberbrüder“ waren Kaufleute aus der einstigen deutschen Sprachinsel der Gottscheer im Herzogtum Krain (heute: Slowenien), die zu Beginn des 19. Jahrhunderts nach Retz zuzogen.